# Terramelar
Terramelar és un barri del municipi de Paterna (Horta Nord). Està constituït per 15 blocs residencials i compta amb la Fira de Mostres de València al sud. Limita a l'est amb el terme municipal de Burjassot, a prop de RTVV i el Campus Burjassot-Paterna, al nord amb el barri de Valterna i a l'oest amb les antigues casernes militars de Paterna. La seua població és de 2401 habitats en 2017.
El barri està servit per la línia 62 de l'EMT de València i per la línia de transport municipal de Paterna. A més a més la línia 4 de tramvia hi dona servei.